# نهائي كأس إفريقيا للأندية البطلة 1983
نهائي كأس أفريقيا للأندية البطلة 1983 هي المباراة النهائية للنسخة 19 من دوري أبطال أفريقيا.
توج أشانتي كوتوكو الغاني بالكأس على حساب الأهلي المصري.

## الفرق
| الفريق        | مشاركة سابقة (الخط الغليظ يشير إلى بطل تلك النسخة) |
| ------------- | -------------------------------------------------- |
| أشانتي كوتوكو | 5 (1967 ، 1970 ، 1971 ، 1973 ، 1982)               |
| الأهلي        | 1 (1982)                                           |

## النهائي

### الذهاب
| الأهلي | 0–0   | أشانتي كوتوكو |
| ------ | ----- | ------------- |
|        | تقرير |               |

### الإياب
| أشانتي كوتوكو | 1–0   | الأهلي |
| ------------- | ----- | ------ |
|               | تقرير |        |